# パウワウ

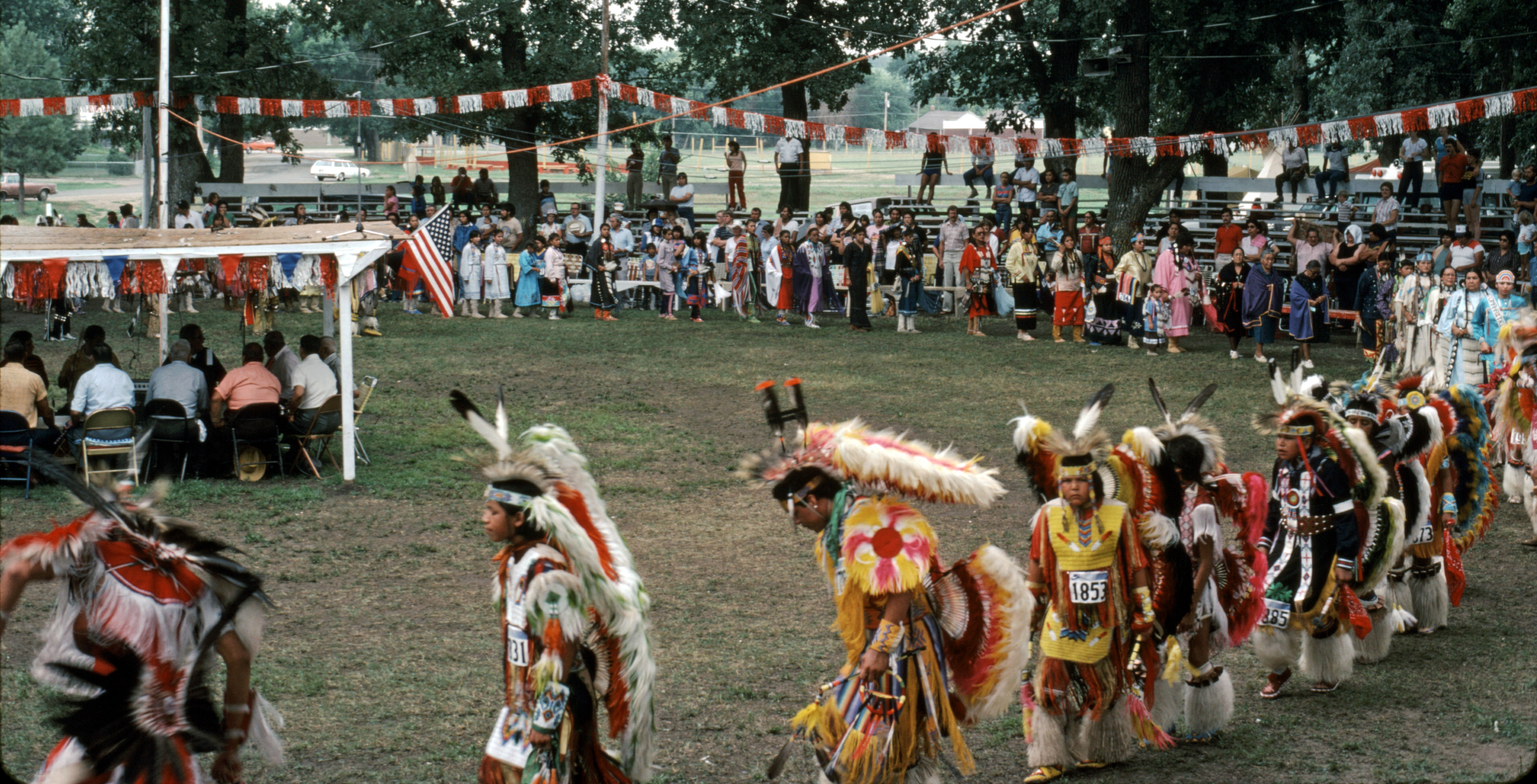
パウワウでの「一斉入場」（オマハ族、1983年）

パウワウ（英語: pow-wow、異綴り：powwow, pow wow, pau wau）は、アメリカインディアンの踊りの集会・祭りである。パウワウそのものに宗教的な意味はない。
パウワウという言葉はナラガンセット族の言葉で、シャーマンを意味するが、現在は酋長や長老たちの会議集会を除く、インディアン部族民全ての交歓の集会を指す。

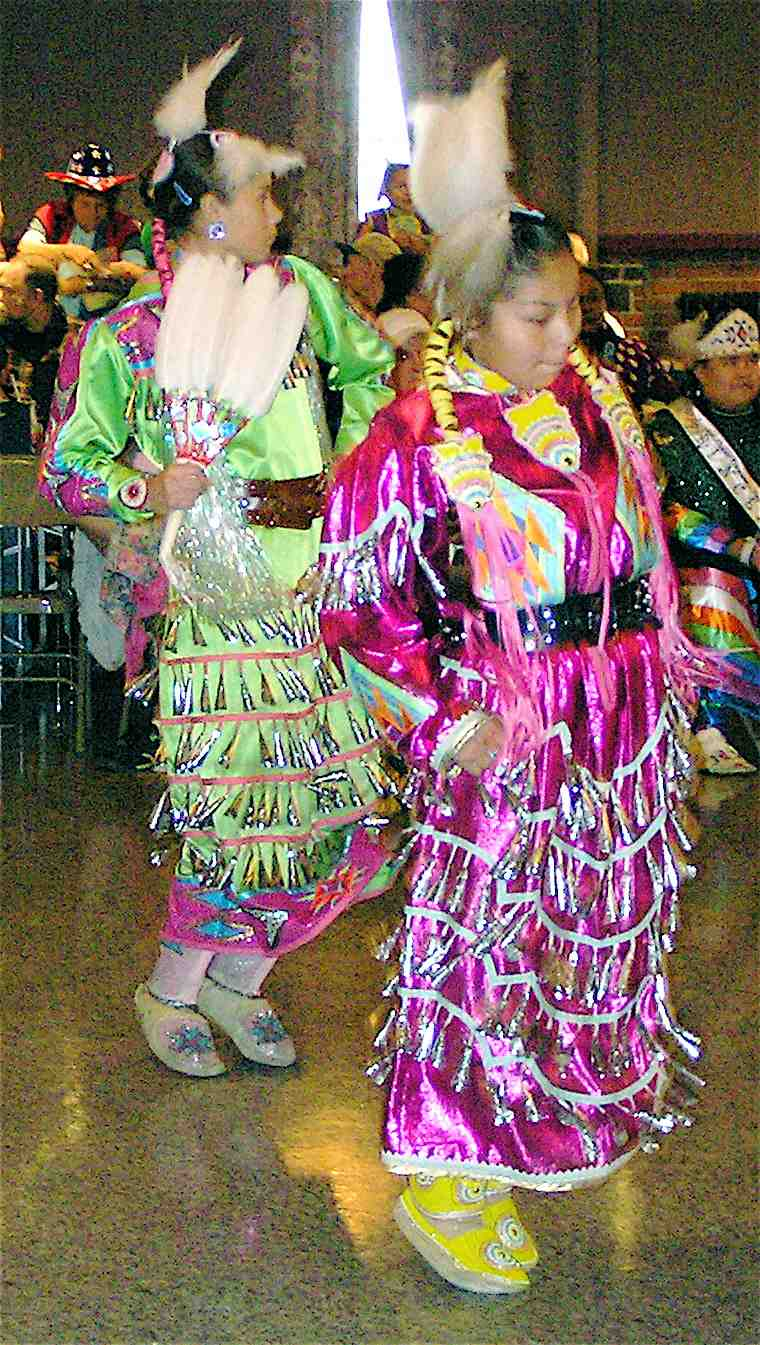
鈴つき衣装の少女たちの競演

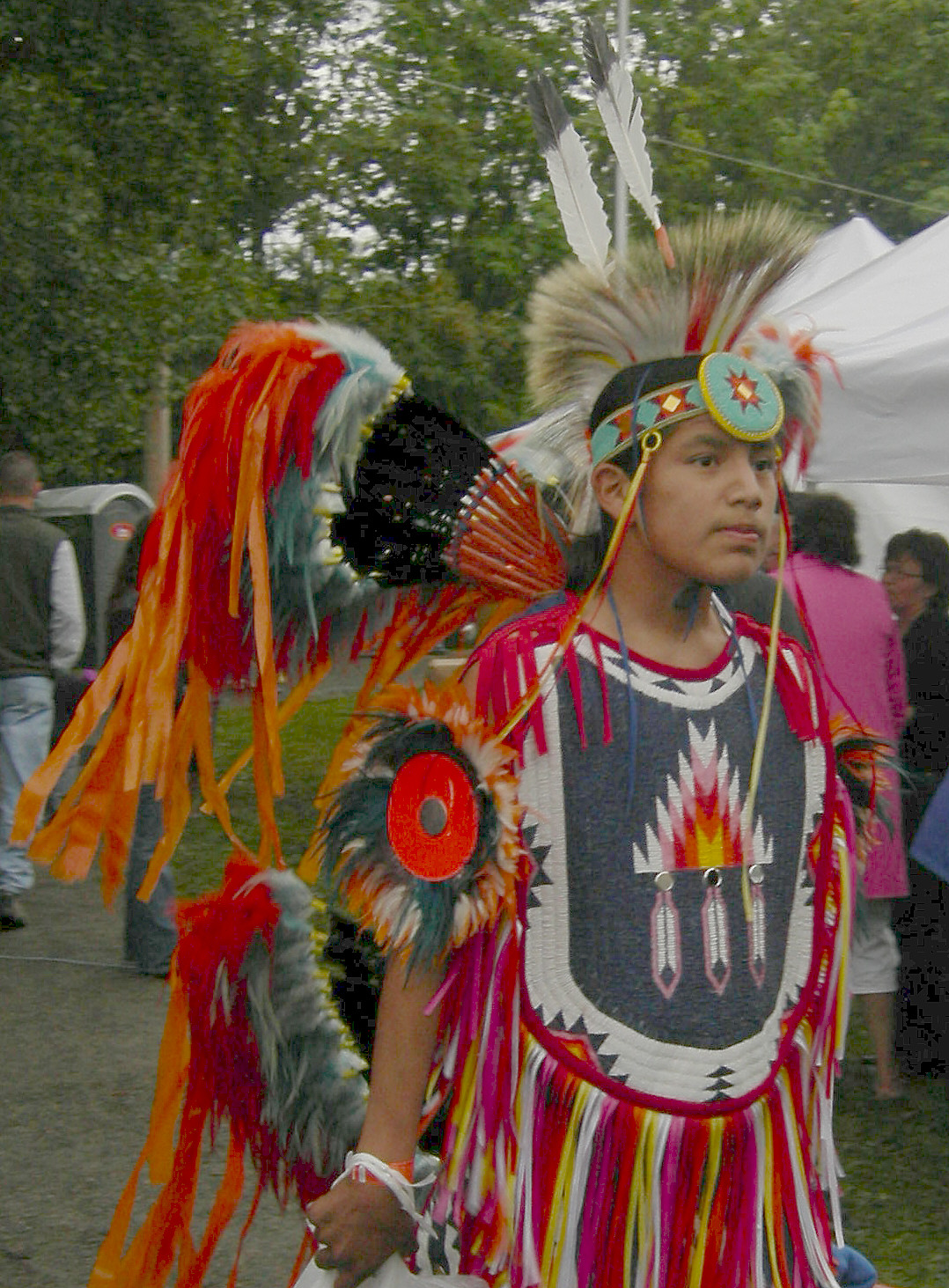
ファンシー・ダンサー（ワシントン州シアトル、2007年）

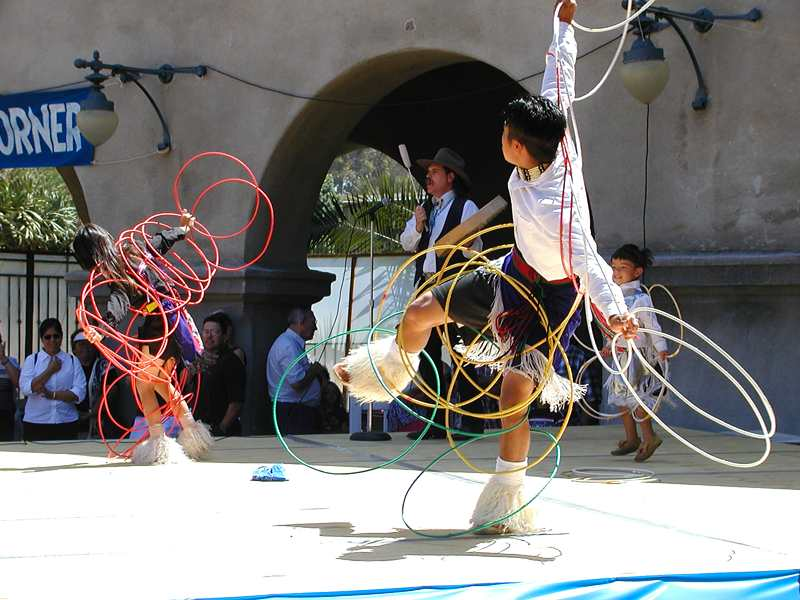
輪の踊り

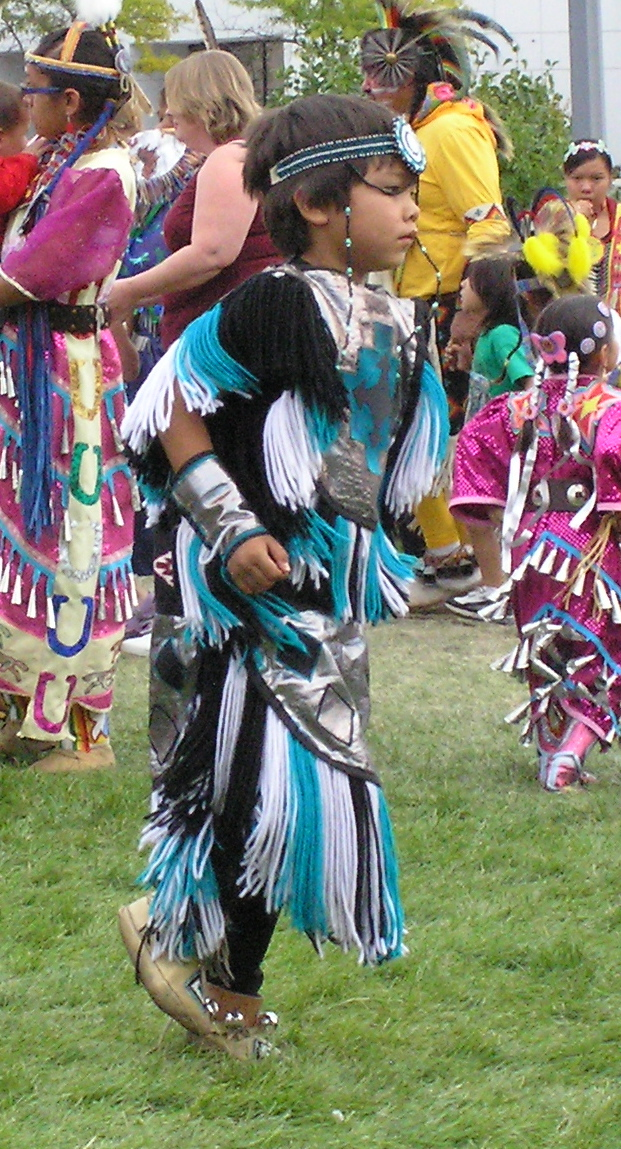
グラスダンスを踊る少年（ワシントン州スポーケン、2007年）

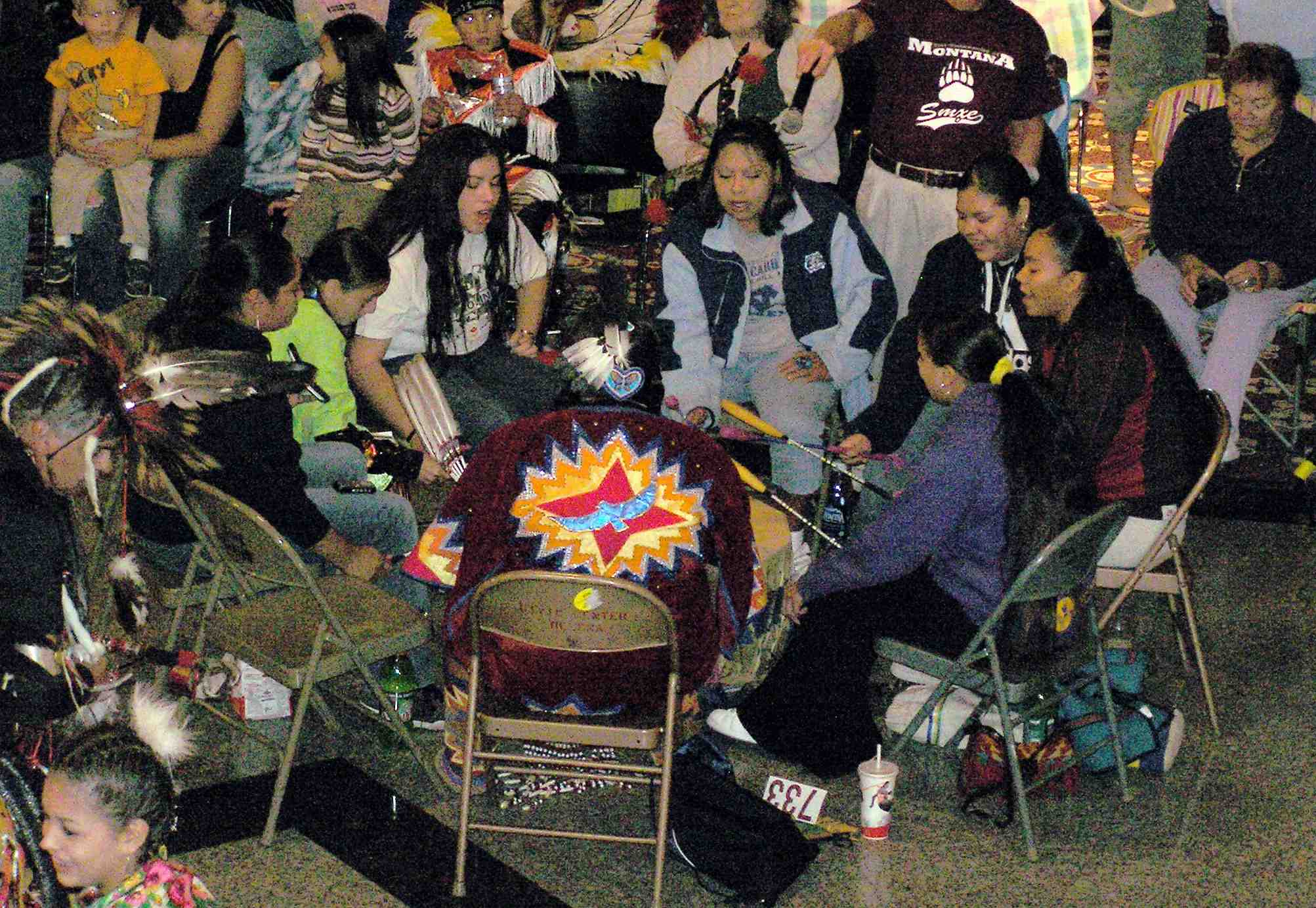
女性チームによる太鼓演奏

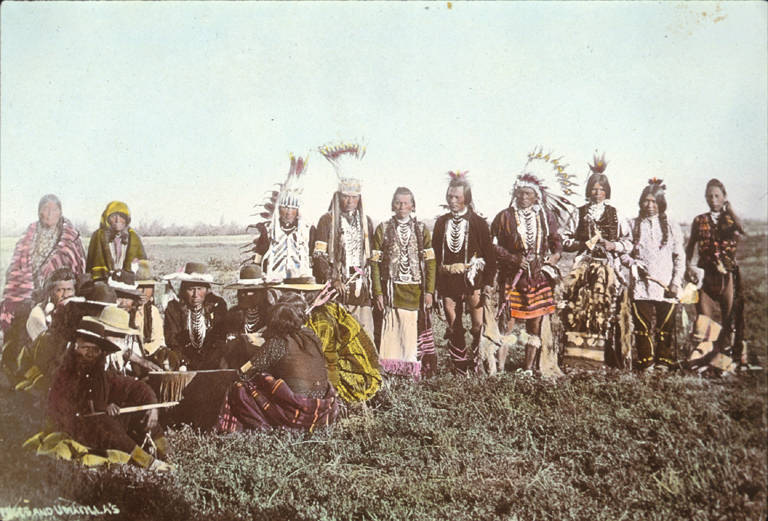
ネ・ペルセ族のパウワウ（1900年）

今日におけるパウワウはインディアン特有の祭りとなっている。パウワウの踊りは楽しみのためのもので、見学を許された自由公開となっており、インディアン以外の人々の参加も可能である。インディアンもそれ以外の人々も、パウワウの会場で踊り、歌い、打ち解け合い、伝統食が供され、楽しいひとときを過ごす。
その期間は非常に違いが大きく、5〜6時間で終わるものから、4日4晩続くものもある。大きなパウワウや特別なパウワウになると最高1週間にも及ぶ。パウワウの運営は、「インディアン・タイム（インディアン独特の時間の感覚）」に則って行われ、「何時何分から何という踊りが始まる」というような段取りめいたものはほとんどなく、好きな時間に始まって好きな時間に終わるものが多い。
パウワウで踊られるダンスには、「ファンシー・ダンス（風変わりな踊り）」や「グラス・ダンス（風になびく草を表現した踊り）」、男女混合で踊る「社交ダンス」など様々なものがあり、「ファンシー・ダンス」は伝統的に派手な羽飾りやフリンジのついたきらびやかな衣装を着け、賑やかに鈴を鳴らして踊られる。
また、部族の英雄の武勇伝を表現した踊りもあり、「新しい踊り」の発表の場でもある。大きなパウワウでは、様々な部族の踊りが競われ、賞金を懸けて行われるコンテスト形式のものもある。色とりどりの派手な衣装や伝統的なボディーペインティングが競われ、平原地方では数百に上るティピーが建てられるのも観物となっている。
踊りは勇壮な太鼓の音色によって演じられ、たいていの場合、大太鼓を囲んだ数人の打ち手が、声を限りに歌を歌いながらこれを叩き続ける。叩き手には、男性チームと女性チームがある。
なお、パウワウで見られる踊りと、宗教儀式のための踊りとはまったく別のものである。基本的に宗教的儀式はどこの部族でも非公開である。
スー族など平原部族のパウワウの歌は、若者たちが美しい裏声で高い旋律を重ねていく形式である。1950年代に録音された彼ら平原部族のパウワウの交歓の歌声は、同時期以降ハリウッドで濫造された西部劇映画の中で、全く無関係な儀式風景の場面などで乱用された。
パウワウではまた、インディアン部族の伝統的な行事も重要な演目となっている。太鼓に合わせ声を限りに歌声を競う「ハンド・ゲーム」などのインディアンの賭けごと遊びは、平原部族のパウワウで最も盛り上がる演目の一つである。現在のアメリカ合衆国内では、ほとんど毎日のように、どこかでパウワウが開かれているといわれる。